# Křoví
Křoví (německy Krzowy) je obec v okrese Žďár nad Sázavou v Kraji Vysočina. Žije zde 654 obyvatel. V obci se nachází lom na těžbu ruly.
V obci se nachází Římskokatolická farnost Křoví, která spadá pod brněnskou diecézi.

## Název
Název vznikl patrně podle množství keřů, které se zde v době osidlování nacházely.

## Historie
První písemná zmínka o obci pochází z roku 1371 (villam Krzowe). Ves několikrát změnila majitele, od konce 16. století spadala pod náměšťské panství.

## Obyvatelstvo
| Rok            | 1869 | 1880 | 1890 | 1900 | 1910 | 1921 | 1930 | 1950 | 1961 | 1970 | 1980 | 1991 | 2001 | 2011 | 2021 |
| -------------- | ---- | ---- | ---- | ---- | ---- | ---- | ---- | ---- | ---- | ---- | ---- | ---- | ---- | ---- | ---- |
| Počet obyvatel | 500  | 584  | 543  | 543  | 516  | 516  | 503  | 500  | 551  | 555  | 549  | 536  | 523  | 523  | 615  |
| Počet domů     | 62   | 72   | 85   | 78   | 95   | 104  | 115  | 144  | 141  | 143  | 148  | 169  | 175  | 197  | 205  |

## Obecní správa a politika
Mezi lety 1850–1866 Křoví patřilo jako osada města k Velké Bíteši v okrese Velké Meziříčí. V letech 1867–1980 bylo obcí v okrese Velké Meziříčí (1867–1930), posléze v okrese Velká Bíteš (1950) a později v okrese Žďár nad Sázavou. Od 1. ledna 1981 do 30. června 1990 patřilo znovu jako část města k Velké Bíteši a od 1. července 1990 je opět samostatnou obcí.

### Politika
V letech 2006–2010 působil jako starosta Milan Ráček, od roku 2010 tuto funkci zastává Luboš Mencler.

### Obecní symboly
Znak a vlajka byly obci uděleny rozhodnutím předsedy Poslanecké sněmovny Parlamentu České republiky dne 17. dubna 2009. Znak obsahuje v modrém štítě zkřížené postavené klíče zuby nahoru, horní šikmý zlatý, spodní kosmý stříbrný.

## Společnost

### Školství
- Základní škola a Mateřská škola Křoví

### Kultura
- Masopust – průvod masek (únor)
- Pochod na Šmelcovnu – vítání jara (březen)
- Pouť – pouťové zábavy (červen)
- Křovské hody – tancování besedy pod májou v křovských krojích (říjen)
- Křovská soutěž o největší křoví – tradiční soutěž o největší křoví široko daleko. Hodnotí se objem, bujnost, tvar a barva. Přihlásit lze jakékoliv křoví. První ročník těchto slavností se uskutečnil 19. ledna 1969.

V obci žijí a tvoří výtvarníci Miloš Sláma a Rostislav Župka a sochař Václav Kyselka.

## Pamětihodnosti
- Kostel svatých Petra a Pavla z roku 1808 a vysvěcen byl 1809. Nahradil malý, již nevyhovující kostel. V roce 2005 byly umístěny nové varhany.
- Boží muka v severní části obce
- Památná lípa roste na návsi
- Pomník padlým z první světové války – uprostřed obce

## Osobnosti
- Blažej Ráček (1884–1970) - kněz, učitel a církevní historik
- Miloš Sláma - výtvarník
- Rostislav Župka - výtvarník
- Václav Kyselka - sochař

## Galerie

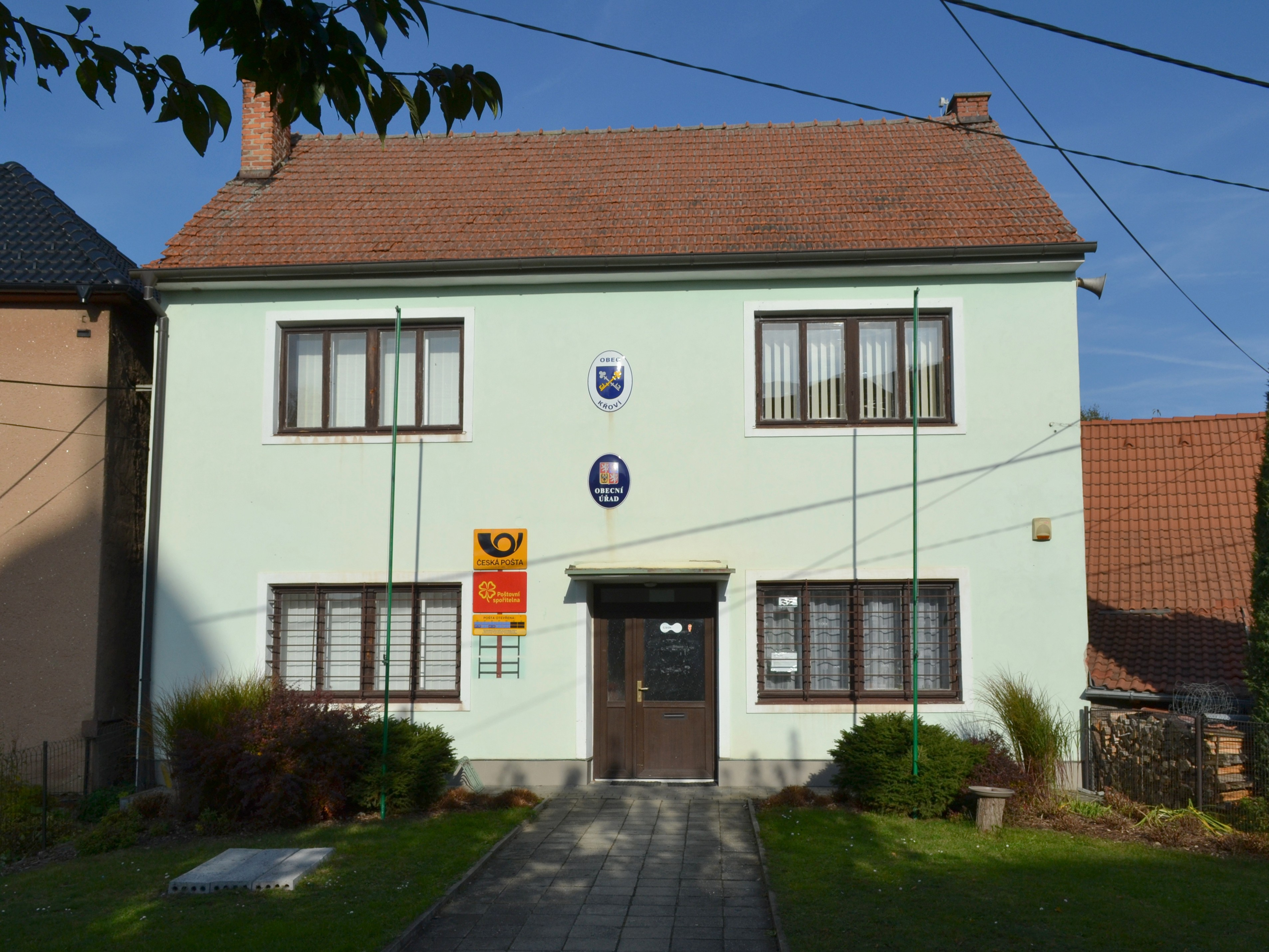
obecní úřad
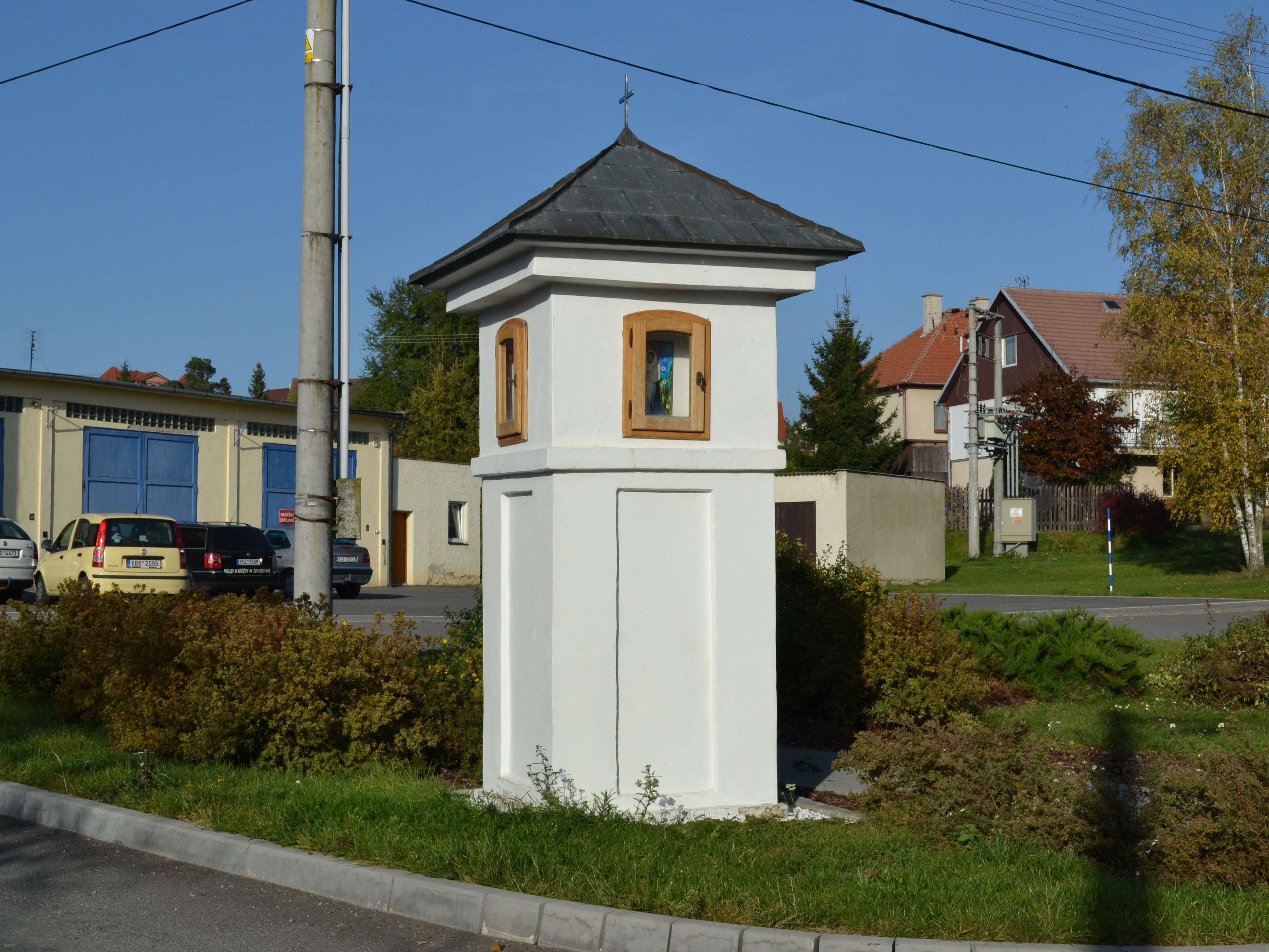
boží muka
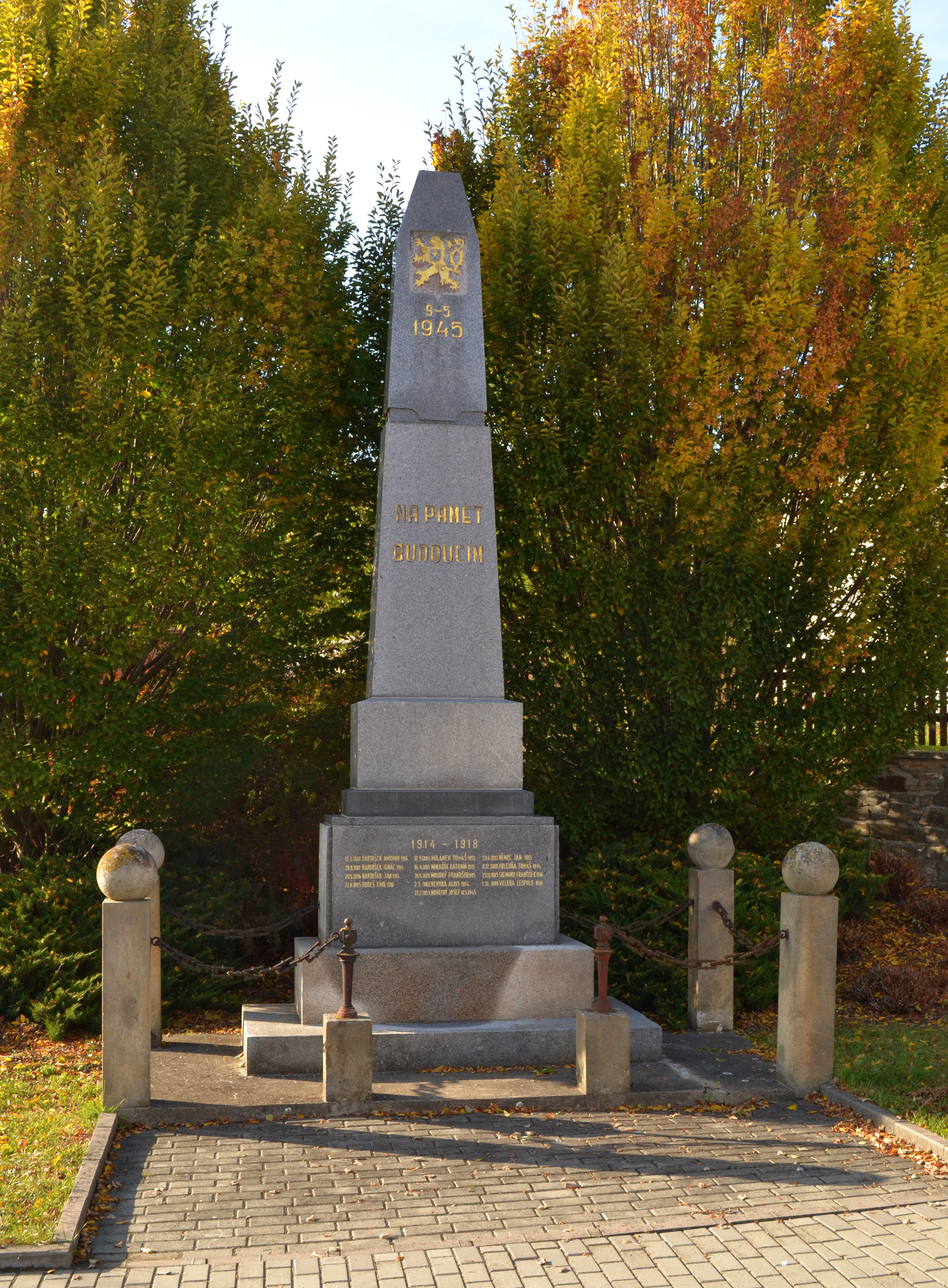
pomník padlým
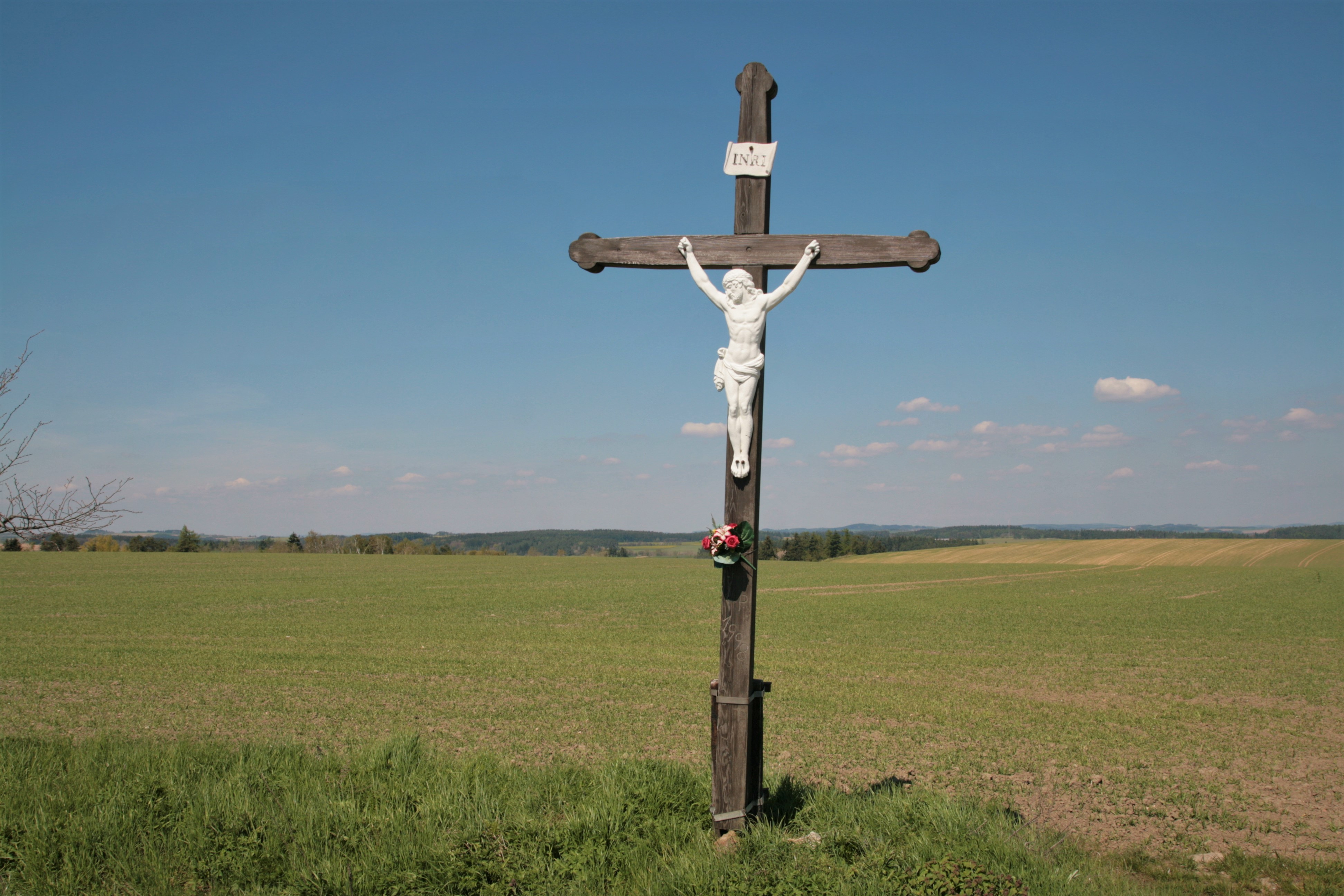
kříž u silnice II/379